# Sociedad Filarmónica de Oviedo
La Sociedad Filarmónica de Oviedo (en asturiano, Sociedá Filarmónica d'Uviéu) es una entidad sin ánimo de lucro fundada en 1907 con sede en la ciudad de Oviedo cuyo fin es la difusión de la música clásica, o pura como se decía cuando se fundó, es decir puramente instrumental frente a la música de libreto, óperas, zarzuelas, revistas, etc. El medio empleado para esta difusión es la organización de una temporada anual de conciertos. 

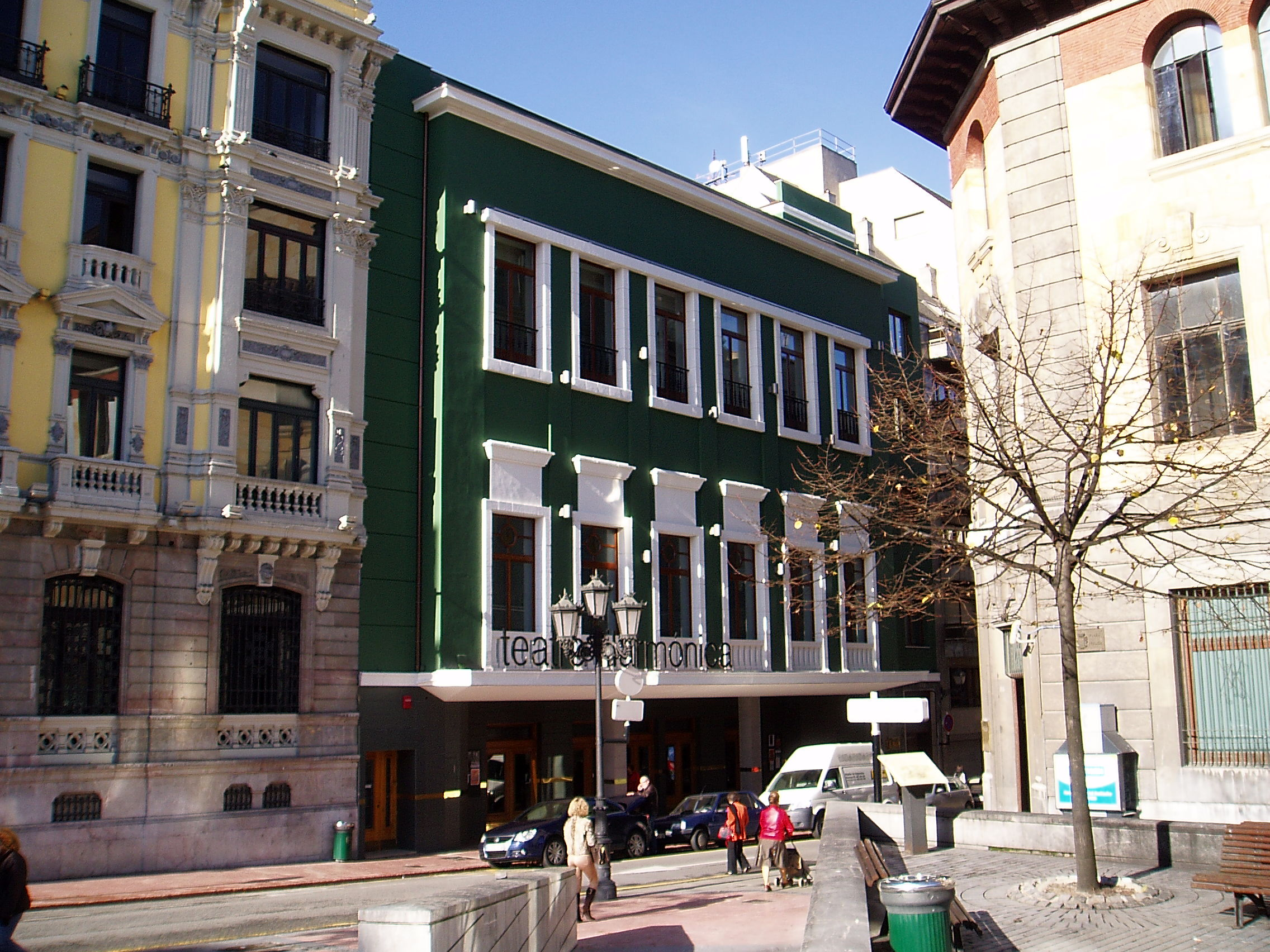
Teatro Filarmónica. Sede de la Sociedad Filarmónica de Oviedo

La sede de la Sociedad Filarmónica es el Teatro de la Filarmónica, en su inicio propiedad de la Sociedad y actualmente del Ayuntamiento de Oviedo.

## Historia

### Antecedentes
Ya desde mediados del siglo XIX la naciente burguesía ovetense escogió la música clásica instrumental, o pura como se decía en aquellos tiempos, tanto como forma de ocio como forma de ejercer un mecenazgo. 
Los primeros conciertos públicos se celebran en el Teatro del Fontán. En 1886 se presenta Pablo Sarasate interpretando obras de Antón Rubinstein y suyas propias obteniendo un enorme éxito de público y crítica. No obstante el gusto del público no se inclinaba por la música instrumental y de cámara y se suceden los conciertos a los que únicamente asisten los promotores del mismo. Uno de estos promotores, Anselmo González del Valle, en una ocasión llegó a compar todo el aforo del teatro y regaló las entradas a amigos y familiares y aun así el teatro no se llenó.

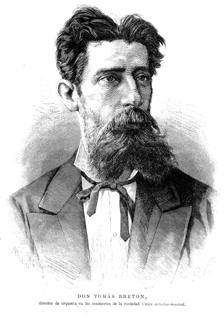
Tomás Bretón dirigió a la Sociedad de Conciertos de Madrid en el Teatro Campoamor de Oviedo en 1893.

En 1892 se inaugura el Teatro Campoamor y en las fiestas de San Mateo de 1893 se presenta la Sociedad de Conciertos de Madrid con la dirección de Tomás Bretón, por intercesión de Anselmo González del Valle de quien era amigo personal, ofreciendo tres conciertos. Las críticas de los mismos son inmejorables pero la asistencia de público escasa lo que es criticado desfavorablemente.
El salto definitivo del gusto popular por la música clásica se produjo en 1906, cuando el grupo de mecenas y entusiastas locales de este tipo de música se decidió a organizar un ciclo de cuatro conciertos a cargo del Cuarteto Francés, creado por el violinista Julio Francés en 1902, acompañados al piano por Saturnino del Fresno. Además se dedicaron a una intensa y novedosa campaña de propaganda en la que abordaban directamente a los transeúntes en plena calle informando de los conciertos y contactaron con todos los familiares y amigos que pudieron. Los conciertos se verificaron los días 25, 26, 28 y 30 de mayo de 1906 en el recién inaugurado Teatro Celso constituyendo un gran éxito de público y crítica.

### Fundación de la Sociedad Filarmónica
Ante la insistencia y muestras de apoyo recibidas por parte de la población ovetense en general y el deseo de repetir la experiencia, los organizadores de los anteriores conciertos se deciden a crear, en reunión mantenida en el Casino de Oviedo el 2 de marzo de 1907, la Agrupación Musical Ovetense. Esta Agrupación estaba formada por una Junta de Gobierno y treinta socios que aportaron cada uno la cantidad de cien pesetas para organizar de nuevo en la temporada de 1907 otros cuatro conciertos. En principio esta asociación era de carácter cerrado pero ante la avalancha de solicitudes de adhesión, el 30 de abril de 1907, es decir menos de dos meses después, se decide disolver la Agrupación y crear la Sociedad Filarmónica Ovetense de carácter abierto a todo el que quisiera contribuir con los fines de la Sociedad que eran la de la difusión altruista de la música pura mediante la organización de una temporada anual de conciertos. Fue la quinta constituida en España, después de las de Las Palmas (1866), Málaga (1869), Bilbao (1896) y La Coruña (1904).
El primer concierto organizado por la Sociedad tuvo lugar el 1 de junio de 1907 en el Teatro Campoamor en el que la Agrupación Artístico Filarmónica de Madrid dirigida por Eduardo Escobar interpretó obras de Weber, Tchaikovski, Bretón, Wagner, Saint-Saëns, Mendelssohn y Berlioz.

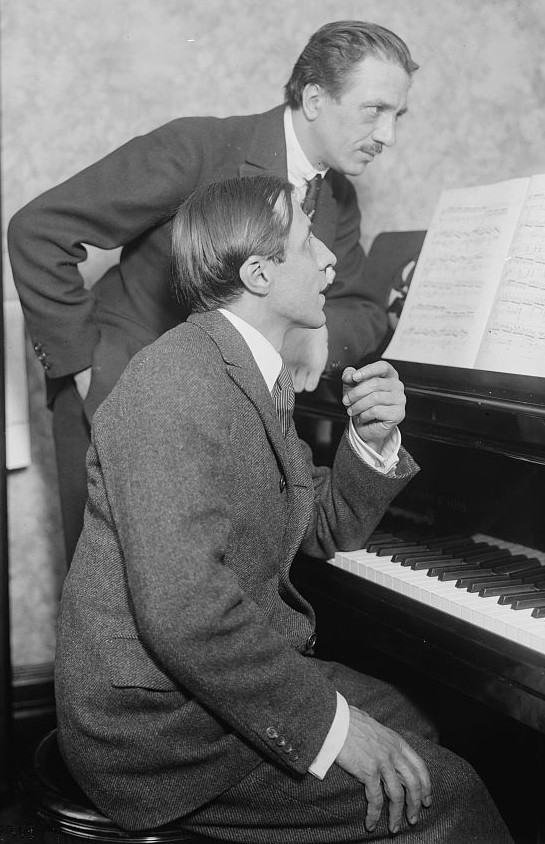
Alfred Cortot y Jacques Thibaud actuaron en la Sociedad Filarmónica de Oviedo en diversas ocasiones y con diversos artistas.

La primera temporada de la Sociedad se salda con un importante éxito de organización, se obtuvo superávit, de concurrencia a los conciertos, favorecida por el hecho de que los socios recibían tres entradas cada uno a disfrutar por esposa e hijas, pero no por hijos, y de afiliación: 331 socios esta primera temporada, diez veces más que los fundadores de la Sociedad.
El 16 de septiembre de 1908 se celebró en la sede de la Sociedad Filarmónica de Madrid una asamblea de Sociedades Filarmónicas para crear, a propuesta del presidente de la ovetense, Plácido Álvarez-Buylla González-Alegre, una Unión de Sociedades Filarmónicas con el fin de colaborar para contratar artistas y repartir los costes. 
En 1913 y a propuesta de la Unión de Sociedades Filarmónicas, todas las Sociedades cambian el gentilicio de su nombre por el de su ciudad, ya que este uso provocaba problemas de contratación, sobre todo en el extranjero, por ello la Sociedad pasa a denominarse Sociedad Filarmónica de Oviedo
La nómina de músicos que actúan en los primeros años en la Sociedad es grande en cantidad y calidad: el pianista alemán Emil von Sauer, Manuel de Falla miembro de un trío junto Antonio Fernández Bordas y Víctor Mirecki, aunque no interpreta ninguna composición propia, la Orquesta Sinfónica de Madrid dirigida por Enrique Fernández Arbós que debuta en Oviedo en 1909 y actuará hasta en 107 ocasiones hasta 1936, el trío formado por Pau Casals, Alfred Cortot y Jacques Thibaud, la clavecinista Wanda Landowska, el Cuarteto Rosé, comandado por Arnold Rosé, los pianistas María Carreras y Ricardo Viñes, Enrique Granados como pianista junto con Jacques Thibaud al violín aunque, como Falla, tampoco interpretó obras propias, Joaquín Nin que debutó en Oviedo con 22 años y el dúo Manuel Quiroga y José Iturbi que lo hacen con 20 y 17 años respectivamente.
Hasta el año 1914 la marcha de la Sociedad ha sido ascedente en número de socios y asistencia, pero el estallido de la I Guerra Mundial supone la primera crisis de la Sociedad ya que muchas familias recortan gastos en ocio y resulta casi imposible contratar artistas extranjeros lo que dificulta completar los programas. 

### La sociedad en el Teatro Campoamor

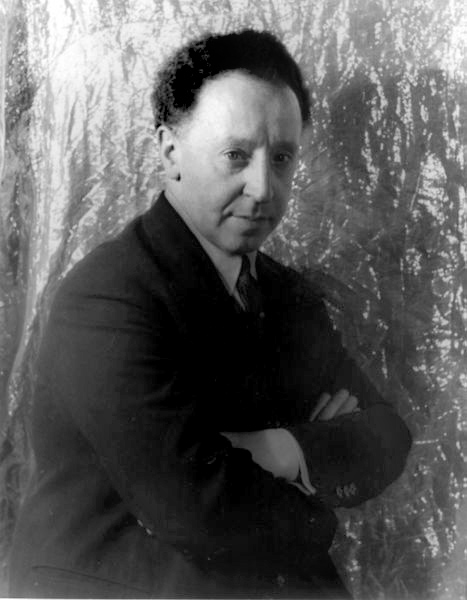
El público ovetense pudo disfrutar del talento de Arthur Rubinstein en numerosas ocasiones en los años 20 y 30.

En estas fechas es cuando se trata por primera vez la construcción de un teatro propio de la Sociedad. Las razones son muchas: libre disponibilidad de fechas, eliminar el alquiler del Teatro Campoamor asegurar más capacidad para vender más entradas y equilibrar presupuestos. El 21 de abril de 1915 se acordó la creación de una sociedad mercantil cuyo fin era la construcción de un teatro para la Sociedad Filarmónica. El 14 de junio se constituyó la Casa de la Filarmónica S.A. con un capital de 300.000 pesetas. No obstante, el Ayuntamiento de Oviedo, necesitado de dinero durante la crisis producida por la guerra, propone a la Sociedad que ésta le preste dicha cantidad a cambio de la cesión del Teatro Campoamor durante 20 años en concepto de pago de intereses. El 15 de diciembre de 1915 se firma el contrato entre el Ayuntamiento y la Sociedad, la cual a su vez arrendó el teatro a un tercero para la ocupación del mismo en las fechas libres que dejaba la Sociedad.
En 1916, y contratado por la Unión de Sociedades Filarmónicas, ofrece dos conciertos en la Sociedad el pianista Arthur Rubinstein, el segundo de los cuales, acompañado por Gaspar Cassadó, violonchelista que actuará 20 veces más en la Sociedad en sucesivos años. En 1917 vuelve Manuel de Falla, acompañado de la soprano Aga Lahowska, que ahora sí que interpreta obras propias junto con otras de Turina, Guridi y del compositor local Baldomero Fernández.
Los primeros años 20 ven como se incrementa la nómina de cantantes en detrimento de la música de cámara. A la citada Aga Lahowska, se les une la compañía lírica del bajo Carlos del Pozo, la soprano Ángeles Ottein y el tenor Armando Crabbé que habían creado el género llamado ópera de cámara; Ofelia Nieto, Crisena Galatti, acompañada ésta de Turina, y el Coro Nacional de Ucrania que ofrece tres conciertos. En cuanto a música de cámara, actúan en la Sociedad el Cuarteto Rebner en el que figura como viola el compositor Paul Hindemith; y como solistas, los pianistas Ignaz Friedman, Josef Lehvinne, Vladimir Horowitz, Arthur Rubinstein que ofrece otros cinco conciertos en 1926, el violinista Jan Kubelík y el violonchelista Pau Casals. Por novedosa destaca la actuación en 1924 de la Banda de Música del Real Cuerpo de Guardias Alabarderos de Madrid, para lo que la Sociedad tuvo que pedir permiso a la Casa Real.

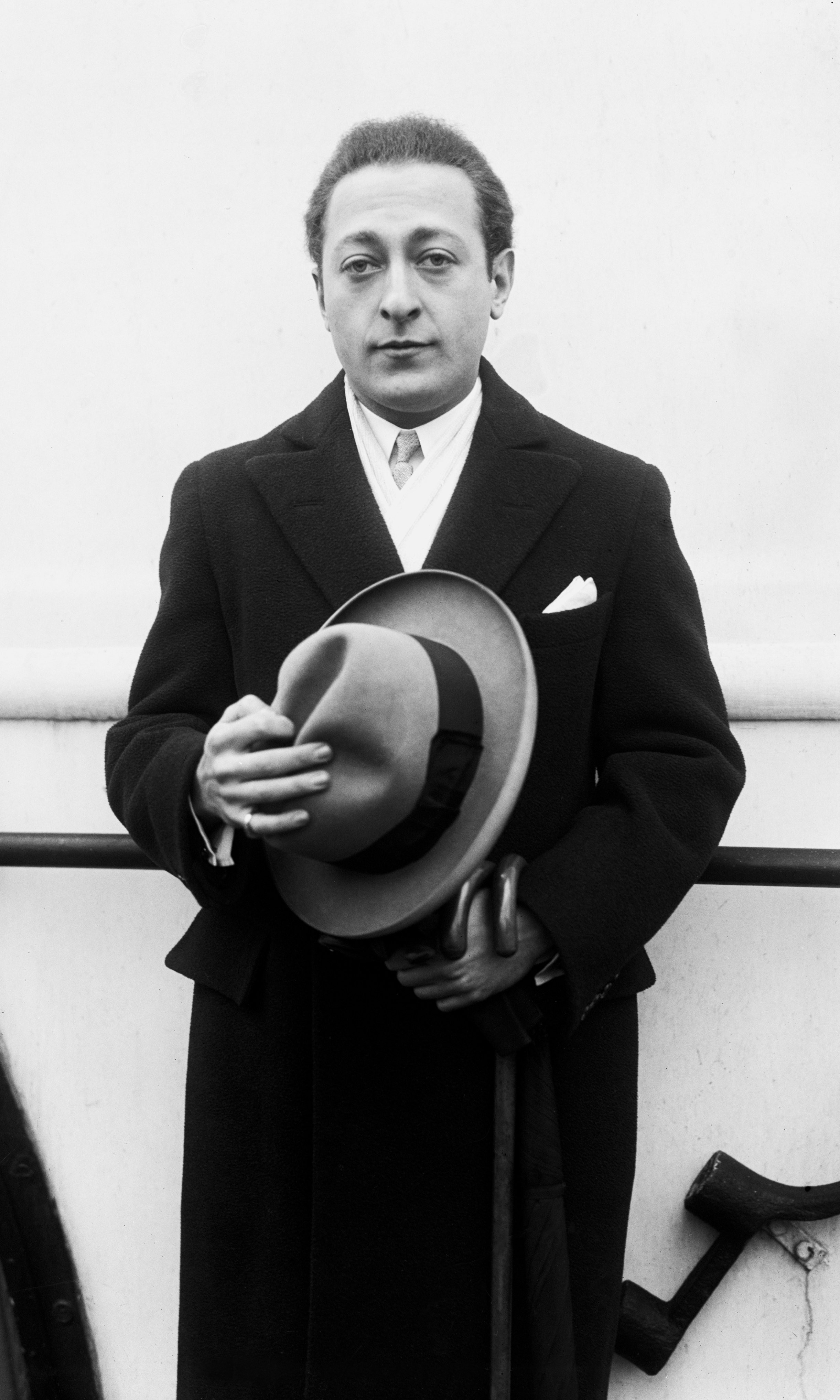
El gran violinista Jascha Heifetz cobró la exorbitante cifra de 6000 pesetas en 1932.

1928 ve pasar por el Teatro Campoamor a Joaquín Turina, Emil von Sauer y Ofelia Nieto por última vez. Además ofrecen conciertos la violonchelista Raya Garbousova y el violinista Juan Manén, pero lo más destacado de ese año es el concierto ofrecido por el gran guitarrista Andrés Segovia y el que ofreció Maurice Ravel el 27 de noviembre compuesto enteramente por obras propias, que sin embargo no gustó al público oventense.
La directiva de la Sociedad se había propuesto contratar a los compositores modernos más prestigiosos y así, además de Ravel, en 1929 se presentan Ottorino Respighi, que ofrece el concierto número 400 de la Sociedad, y en 1931 Béla Bartók que fue asistido, para pasarle las hojas, por el poeta Gerardo Diego quien residía en Gijón desde 1922.
En 1932 se cumplen los primeros 25 años de la Sociedad y se celebran con Andrés Segovia, Arthur Rubinstein, que ofrece un concierto de música española, y sobre todo el virtuoso del violín Jascha Heifetz, cuyo alto caché provoca numerosas discusiones en la Junta Directiva. La Sociedad tiene en ese momento 2034 socios y ha organizado 464 conciertos.

### La etapa del Teatro Principado
En el año 1934 tiene lugar la Revolución de Octubre que arrasa la ciudad de Oviedo entre los edificios destruidos figura el Teatro Campoamor incendiado por el ejército para desalojar a los insurgentes que allí apostados hostigaban al Cuartel de Santa Clara contiguo al teatro. Junto con el teatro desaparecieron la oficina y el archivo de la Sociedad con todos las partituras, fotos y recuerdos, muchos de ellos dedicados por los músicos que habían pasado hasta el momento, y hasta el piano de la Sociedad. Tras estos trágicos sucesos se suceden las muestras de cariño y solidaridad de muchos de dichos músicos y artistas que se ofrecen tanto para interpretar conciertos como para reponer los archivos de la Sociedad.
La Sociedad, tras arduas negociaciones, alquiló el Teatro Principado para sus conciertos. la temporada de 1934 se reanudó el 12 de diciembre con un concierto a cargo del violinista francés Zino Francescatti. Los imprevistos gastos hicieron que la temporada de 1935 fuese más reducida de lo normal, unos quince conciertos frente a los veinte de medias que había habido hasta entonces. Aun así, el 10 de abril se presenta en Oviedo el compositor ruso Rajmáninov obteniendo el éxito que se le había negado a otros compositores que también habían pasado por la Sociedad como Ravel o Béla Bartók

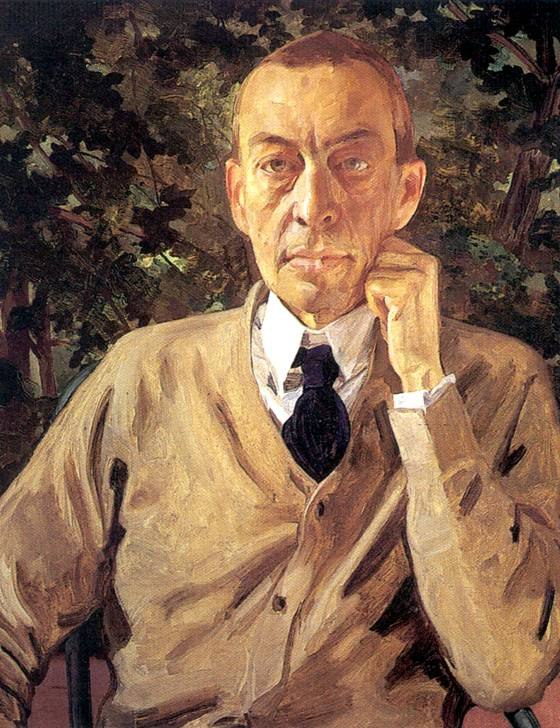
El compositor y pianista ruso Serguéi Rajmáninov, en la cima de su carrera, actuó en Oviedo en 1935.

Sin embargo, el acontecimiento más entrañable del año fue el estreno mundial el 23 de octubre del poema sinfónico Paisaje asturiano del compositor asturiano Manuel del Fresno.
En 1936 actuarán Jacques Thibaud, un joven Jorge Bolet, el gran pianista Leopoldo Querol y la Orquesta Sinfónica de Madrid dirigida por Enrique Fernández Arbós cuya interpretación de El sombrero de tres picos de Manuel de Falla será la última pieza que escuchen los socios antes del estallido de la Guerra Civil, con la consiguiente parada de la actividad de la Sociedad, que dejará la ciudad de Oviedo, apenas recuperada de la revolución de 1934, de nuevo destruida.
La actividad se reanuda en 1939 con la organización, muy dificultosa dadas las circunstancias, de una temporada de cuatro conciertos, el primero de los cuales corre a cargo de Leopoldo Querol, último de los solistas en actuar antes de la guerra. El 30 de noviembre debutó como solista Ataúlfo Argenta cuyo éxito en Oviedo fue el preludio de su reconocida y exitosa carrera musical.
Debido al desarrollo de la Segunda Guerra Mundial las dificultades para la contratación de artistas extranjeros se multiplicaron requiriendo un gran número de gestiones para lograr visados y permisos cuando no problemas a la entrada en España, como los sufridos por el violinista polaco Henryk Szeryng que fue detenido nada más llegar al aeropuerto de Barajas, siendo liberado horas más tarde por intercesión de la Sociedad Filarmónica de Madrid.
Aun así, además del citado Szeryng, quien llegó a actuar seis veces en la Sociedad hasta finales de los años 50, visitaron Oviedo en estos iniciales años 40 artistas de la talla de los pianistas José Cubiles, Arturo Benedetti, y Nikita Magaloff, el violonchelista Maurice Maréchal, el guitarrista Regino Sáinz de la Maza y el violinista Gerhard Taschner quien tuvo que cambiar el programa acordado debido a la pérdida de sus partituras durante unos bombardeos en Berlín. En cuanto a las orquestas actuaron la Orquesta de Cámara de Berlín, la Orquesta de Cámara de Nápoles, la Orquesta Municipal de Bilbao y la Orquesta Sinfónica de Madrid, ya sin el maestro Arbós, y finalmente destaca la actuación en 1942 del famoso coro de los Niños Cantores de Viena.
Las dificultades con el alquiler del Teatro Principado, hicieron renacer la antigua idea de la construcción de un teatro propio. Para ello se plantea la ampliación de capital de la Sociedad Casa de la Filarmónica S.A. para iniciar de nuevo las gestiones tendentes a la construcción de un nuevo teatro. Se eligió un solar de la calle Mendizábal dando comienzo las obras en 1941, finalizándose las mismas en 1944.
El último concierto de los 106 que tuvieron lugar en el Teatro Principado corrió a cargo de Juan Manén el 11 de abril de 1944 y el número de socios de la Sociedad superaba los 2000, recuperando el nivel de antes de la Guerra Civil.

## Presidentes
A pesar de su centenaria historia, pocos han sido los presidentes que han regido la Sociedad Filarmónica. Estos han sido los siguientes:
- Anselmo González del Valle Carvajal, presidente honorario desde 1907 hasta 1911.
- Rafael Zamora y Pérez de Urría, marqués de Valero de Urría, desde 1907 hasta 1908, año en que falleció. Sólo pudo presidir la Sociedad durante su primera temporada.
- Plácido Álvarez-Buylla González-Alegre, desde 1908 hasta 1956.
- Pedro Masaveu Masaveu, desde 1956 hasta 1968.
- Manuel Álvarez-Buylla López-Villamil, desde 1968 hasta 1999.
- Jaime Álvarez-Buylla Menéndez, desde 1999 hasta 2020.[2]
- Santiago González del Valle Rodríguez, desde 2020.

## Condecoraciones
La Sociedad Filarmónica de Oviedo está en posesión de las siguientes condecoraciones:
- Medalla de Plata al mérito en las Bellas Artes en el año 1982, concedida por el Ministerio de Cultura de España en nombre del rey Juan Carlos I.
- Medalla de Oro de la ciudad de Oviedo en el año 2003,[3] concedida por el Ayuntamiento de Oviedo.
- Medalla de Plata de Asturias en el año 2007,[4] concedida por el Gobierno del Principado de Asturias.